# 小坂町 (豊田市)
小坂町（こざかちょう）は、愛知県豊田市の町名。現行行政地名は小坂町1丁目から16丁目。

## 地理
豊田市西部、挙母地区の東部に位置し、東は小坂本町、西は三軒町・宮上町、南は朝日ケ丘、北は日南町・朝日町に接する。

## 世帯数と人口
2021年（令和3年）10月1日現在の世帯数と人口は以下の通りである。
| 町丁   | 世帯数    | 人口    |
| ------ | --------- | ------- |
| 小坂町 | 2,002世帯 | 4,661人 |

## 学区
市立小・中学校に通う場合、学区は以下の通りとなる。
| 番・番地等       | 小学校                                  | 中学校               | 高等学校普通科 |
| ---------------- | --------------------------------------- | -------------------- | -------------- |
| 下記以外         | 豊田市立衣丘小学校                      | 豊田市立朝日丘中学校 | 三河学区       |
| 14～15丁目の一部 | 豊田市立衣丘小学校 豊田市立童子山小学校 | 豊田市立朝日丘中学校 | 三河学区       |
| 16丁目           | 豊田市立童子山小学校                    | 豊田市立朝日丘中学校 | 三河学区       |

## 歴史
江戸期の挙母城（七州城）跡の一部に相当する。

### 沿革
- 1959年（昭和34年）1月1日 - 挙母市の豊田市改称と同時に、大字挙母の一部より小坂町が成立[7]。

## 施設
- 愛知県立豊田西高等学校
- 豊田市立童子山こども園
- 豊田市民文化会館
- 毘森公園
  - 毘森神社
- ドミー毘森公園店
- 洞泉寺
- 昌樹院
- 妙法寺
- 薬王寺
- V・drug豊田小坂店（バローグループ傘下）
- サイクルベースあさひ豊田店
- ローソン豊田小坂町店
- ファミリーマート豊田小坂町店

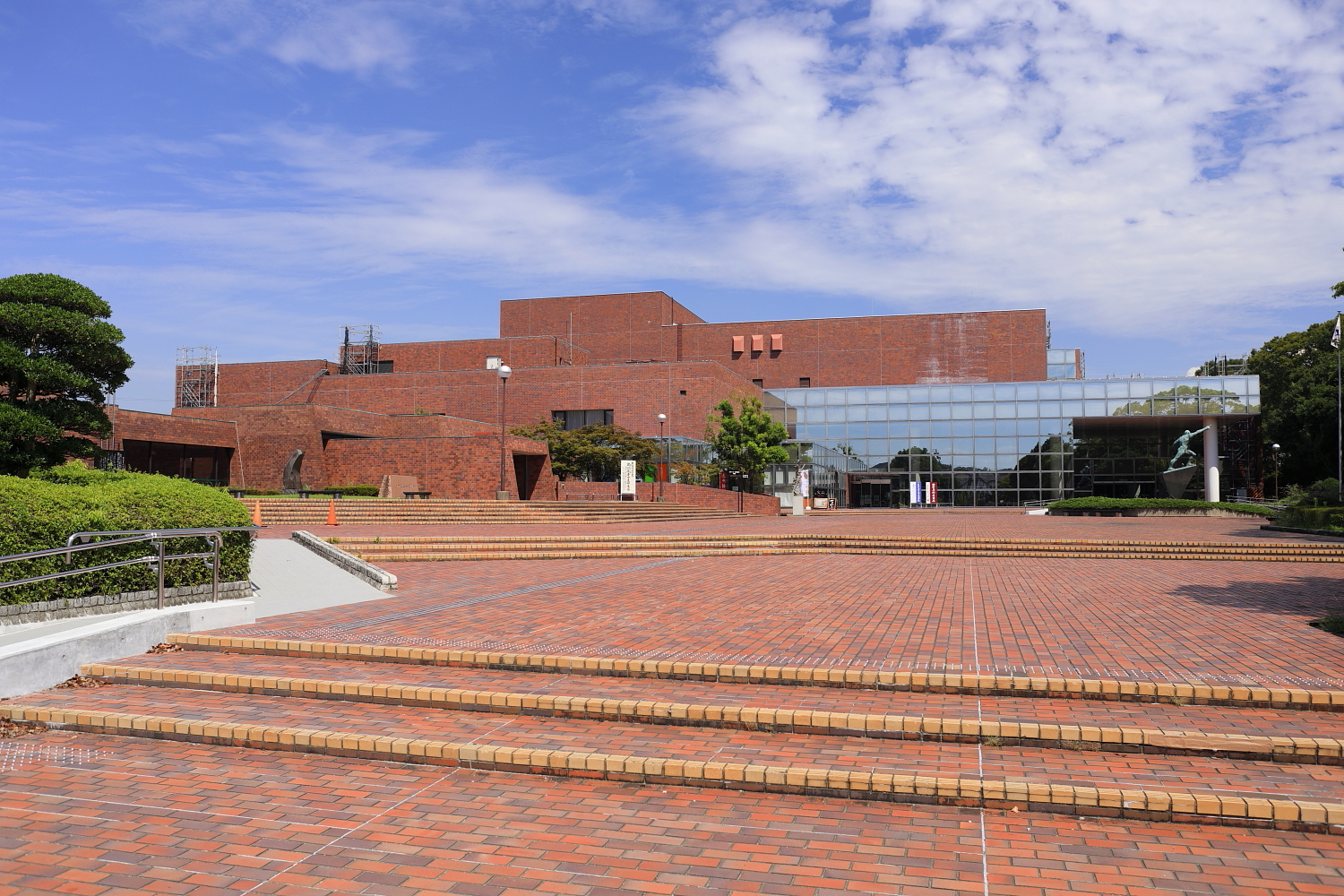
豊田市民文化会館
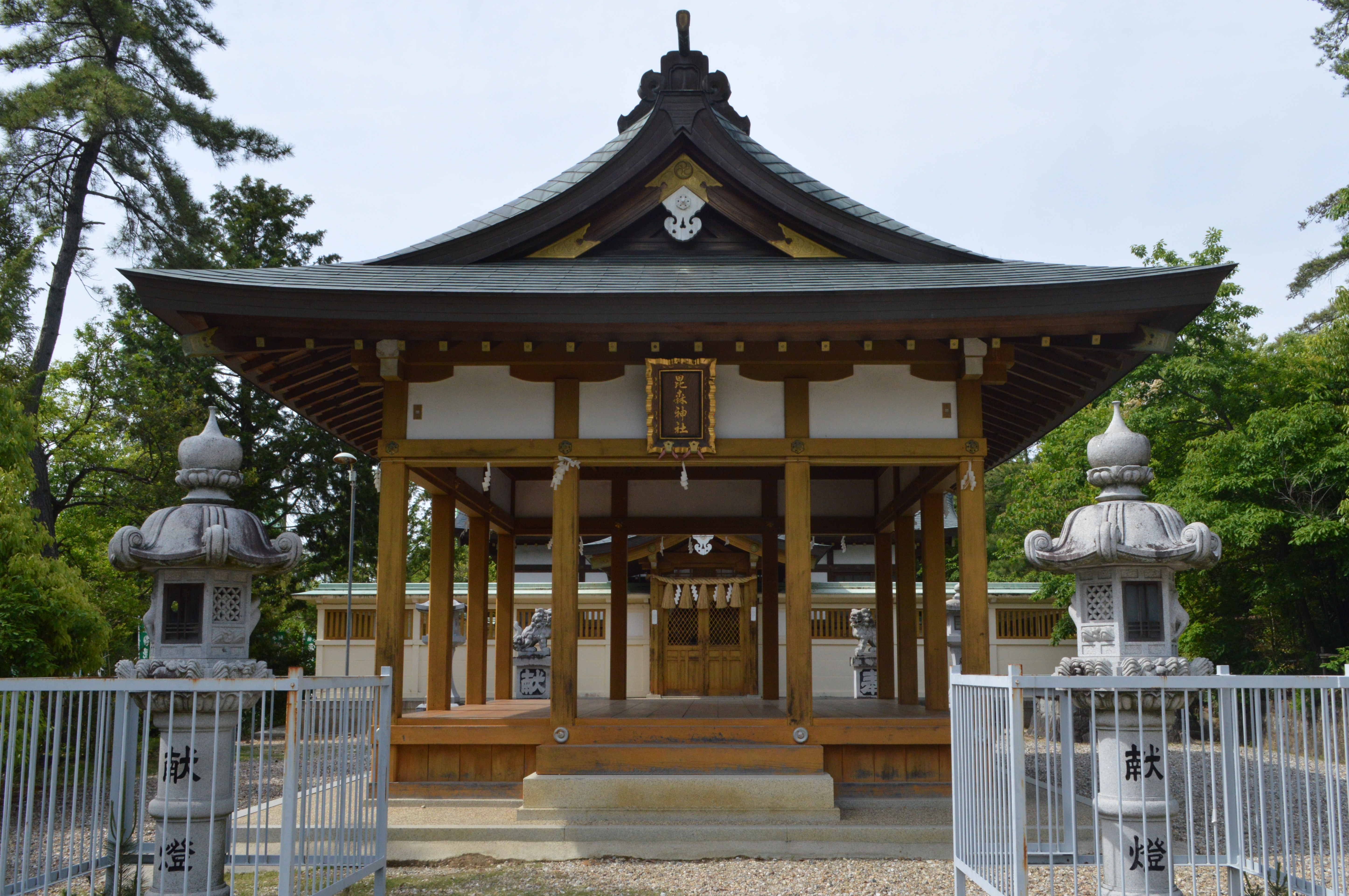
毘森神社
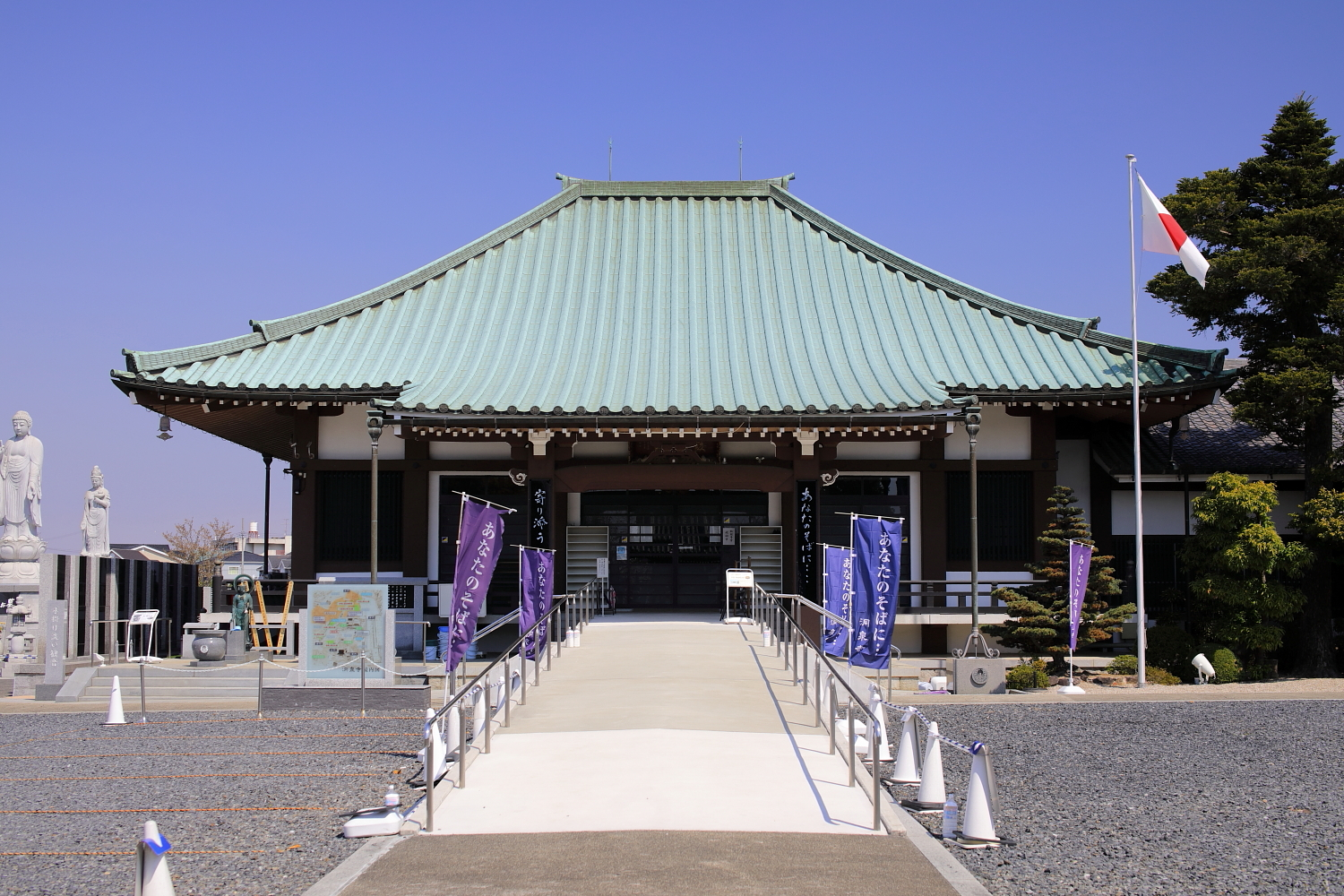
洞泉寺

## 交通
- 国道153号
- 愛知県道520号豊田東郷線
- 内環状線

## その他

### 日本郵便
- 郵便番号 : 471-0035[3]（集配局：豊田郵便局[8]）。